# Stamnodes patamon
Stamnodes patamon är en fjärilsart som beskrevs av Druce 1893. Stamnodes patamon ingår i släktet Stamnodes och familjen mätare. Inga underarter finns listade i Catalogue of Life.